# Marco I Visconti
Marco Visconti (1280-1329) was een lid van de Milanese familie Visconti.

## Levensloop
Zoon van Matteo I Visconti de Grote, broer van Galeazzo I Visconti en oom van Azzo Visconti, regeerde Marco nooit over Milaan, maar verwierf naam als een grote krijgsheer, soms in dienst van zijn familie, soms in strijd ermee.
Zijn eerste belangrijk wapenfeit was het beleg van Genua in 1318, waarbij hij de Lombardische Ghibellijnen aanvoerde. In 1320 verplichtte hij Philippe de Valois tot een roemloze terugtocht. In 1322 overwon hij Raimondo de Cardone in de Slag van Bassignana en in 1323 versloeg hij de Milanese Welfen in Trezzo.
De roem die dit alles hem bracht steeg hem naar het hoofd en hij eiste van zijn broer het medebestuur over Milaan. Hij verkreeg dit niet en zag integendeel dat zijn broer bereid was tot onderhandelen met de Welfen en met de paus. Hij klaagde dit aan bij koning Lodewijk IV van Beieren en in 1327 slaagde hij er in Galeazzo en de rest van de hem trouwe familieleden op te sluiten in de kerkers van Monza. Hij had er echter na enkele maanden berouw over en hielp het losgeld in te zamelen dat nodig was om de gevangenen van Lodewijk IV vrij te kopen. Zolang niet de hele som was voldaan gaf hij zichzelf als gijzelaar aan. Zijn neef Azzo deed weinig om hem vrij te kopen.
Hij was echter zo handig om de Duitse soldaten die hem moesten bewaken aan zijn kant te krijgen en als hun generaal baande hij zich een weg naar Milaan, waar hij in juli 1329 triomfantelijk werd ingehaald. Men was hem daar voor allerhande redenen dankbaar en verhoopte dat hij ooit de stad zou besturen. Daar had Azzo geen oren naar. Hij organiseerde een groot festijn voor de hele familie en nam Marco voor besprekingen mee in een afzonderlijke kamer. Daar werd hij door handlangers vermoord. Het bewijs dat Azzo de opdracht had gegeven werd nooit geleverd.